# Crocodylus porosus
El cocodrilo marino o cocodrilo de agua salada (Crocodylus porosus) es una especie de cocodrilo saurópsido (reptil) de la familia Crocodylidae. Es el cocodrilo de mayor tamaño del mundo y el mayor reptil del planeta. Las principales poblaciones habitan zonas pantanosas desde el sudeste asiático hasta el norte de Australia.

## Taxonomía
El nombre común de este reptil es cocodrilo de agua salada, pero también se le suele llamar: cocodrilo de agua salada gigante, cocodrilo de agua salada australiano, cocodrilo marino y cocodrilo poroso. El nombre científico que recibe en la actualidad es Crocodylus porosus. Este nombre fue dado por Johann Gottlob Schneider a principios del siglo XIX, pero a lo largo de los siglos siguientes otros naturistas, biólogos e investigadores mientras estudiaban distintos ejemplares de la especie propusieron diferentes denominaciones científicas tales como:
- Crocodylus biporcatus
- Crocodylus biporcatus raninus
- Crocodylus porosus australis
- Crocodylus pethericki

## Características
El cocodrilo de agua salada tiene un hocico ancho en comparación con la mayoría de los cocodrilos. Sin embargo, tiene un hocico más largo que el del cocodrilo de las marismas (Crocodylus palustris); su longitud es el doble de su ancho en la base. Un par de crestas van desde los ojos a lo largo del centro del hocico. Las escamas son de forma ovalada y las placas son pequeñas en comparación con otras especies o comúnmente están completamente ausentes. Además, también está presente una brecha obvia entre los escudos cervical y dorsal, y pequeñas escamas triangulares que están presentes entre los bordes posteriores de las escamas grandes, dispuestos transversalmente la escama dorsal. La relativa falta de escamas se considera un activo útil para distinguir a los cocodrilos de agua salada en cautiverio o en el comercio ilícito de cuero, así como en las pocas áreas del campo donde los cocodrilos de agua salada subadultos o más jóvenes pueden necesitar ser distinguidos de otros cocodrilos. Tiene menos placas de armadura en el cuello que otros cocodrilos.

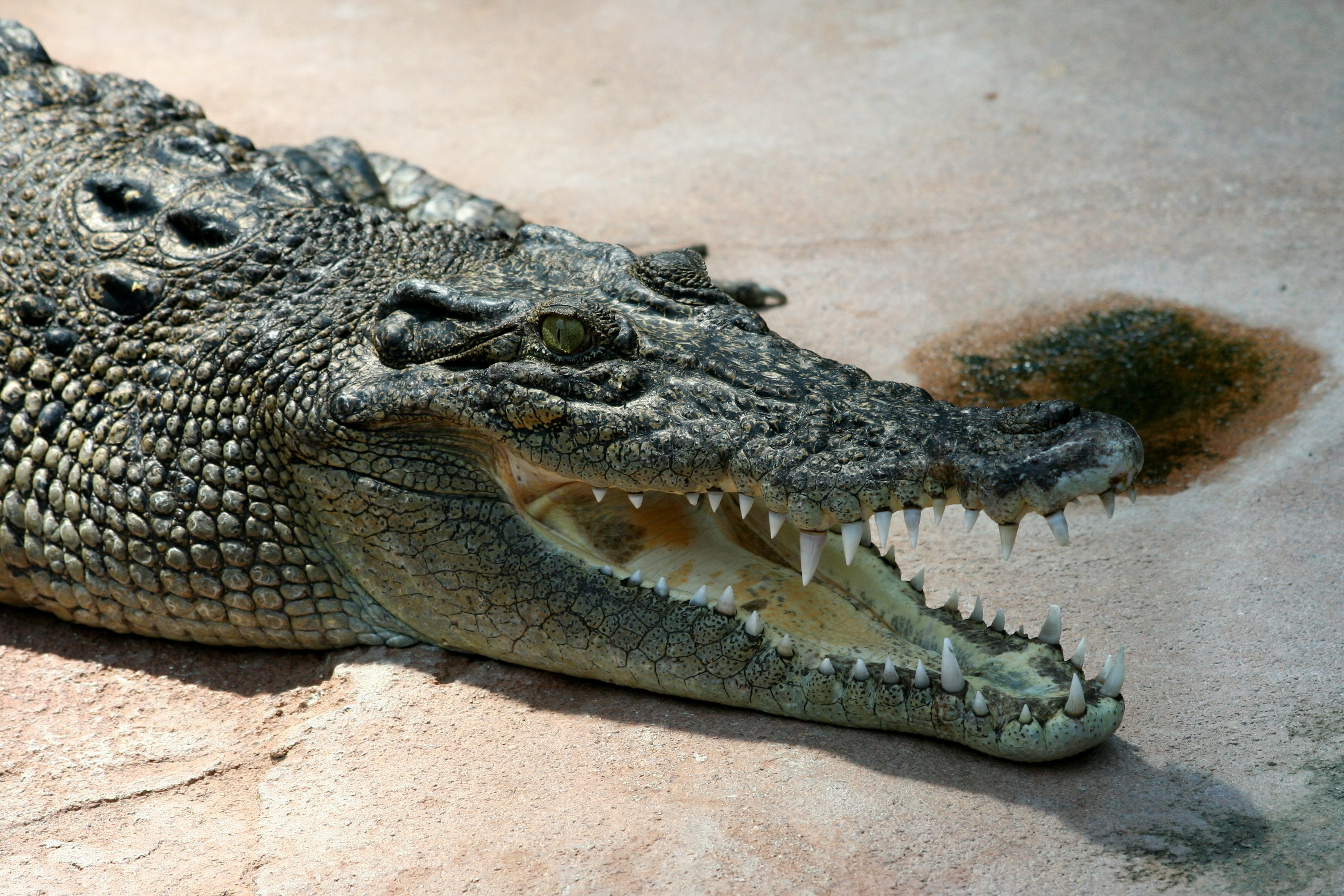
Cabeza de Cocodrilo de agua salada hembra.

Los cocodrilos jóvenes de agua salada son de color amarillo pálido con rayas negras y manchas en el cuerpo y la cola. Esta coloración dura varios años hasta que los cocodrilos maduran y se convierten en adultos. El color en la edad adulta es mucho más oscuro, verdoso, con algunas áreas tan oscuras que parecen negruzcos. La superficie ventral es de color blanco o amarillo en los cocodrilos de agua salada de todas las edades. Las rayas están presentes en los lados inferiores de sus cuerpos, pero no se extienden hasta sus vientres. Sus colas son grises con bandas oscuras.

### Tamaño
Los cocodrilos de agua salada son los reptiles más grandes en la actualidad, siendo los machos los cocodrilos más grandes actualmente, debido a su masa, peso y tamaño. 
Los machos pesan entre 480 y 1500 kg, y miden entre un promedio de 4,3 y 6,7 metros de longitud. Las hembras son mucho más pequeñas que los machos, entre 2,1 y 3,5 metros de longitud, y con un peso de 500 kg.

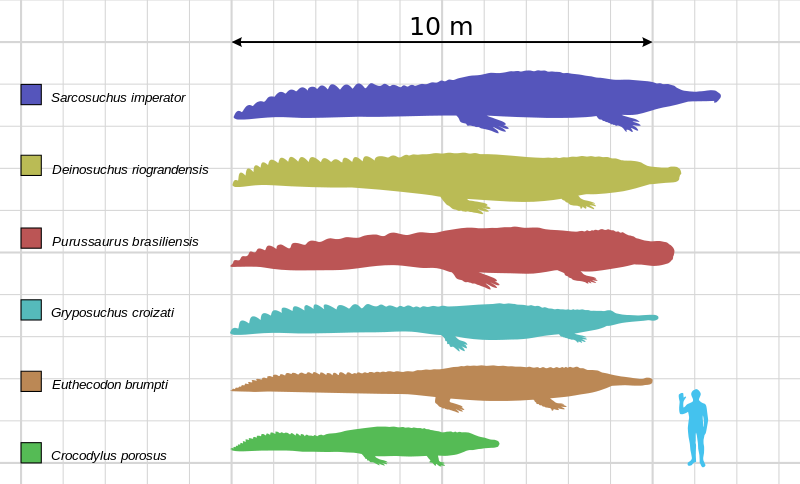
Tamaño de un cocodrilo de agua salada, junto con otros géneros del orden Crocodilia.

El cocodrilo más grande del que se tiene noticia es de 8,5 metros de longitud y 1700 kilogramos de peso, y fue capturado en Queensland  en el año 1957. Actualmente el Libro Guinness de récords mundiales ha aceptado los argumentos de quienes sostienen haber visto un cocodrilo de agua salada macho de 7,5 metros, con un peso estimado de 2000 kilogramos. Este animal viviría en el interior del parque nacional de Bhitarkanika, en el estado de Orissa, India. El mayor del que se tiene verdadera constancia es de uno de 6,40 metros y 1075 kg capturado en Filipinas en septiembre de 2011.
Un cocodrilo marino puede mostrarse excepcionalmente ágil en el agua, ya que puede nadar a velocidades que alcanzan los 43 km/h y avanzar 4 metros con un solo impulso de la cola. También son bastante rápidos en tierra en carreras cortas. Asimismo, sus ataques desde la orilla son fulminantes y brutales.
Es el cocodrilo que se adentra con mayor frecuencia en el mar y en varias ocasiones se le ha visto nadar muy lejos de tierra firme. El cocodrilo tiene una membrana nictitante, una membrana translúcida que protege los ojos durante la inmersión, lo que le permite ver perfectamente bajo el agua.

## Distribución
El cocodrilo de agua salada habita en manglares costeros, salados y de ríos, desde la costa este de la India, Sri Lanka, Bangladés hasta Birmania, Tailandia, Malasia, Singapur, Camboya, Vietnam, Brunéi Darussalam, Indonesia, Filipinas, Palaos, Islas Salomón, Vanuatu y la costa norte de Australia. 
La población más meridional de la India vive en el Santuario de Vida Silvestre Bhitarkanika de Odisha; en el norte de Odisha, no se ha registrado desde la década de 1930. Ocurre a lo largo de las costas de las islas Andamán y Nicobar y en Sundarbans. 
En Sri Lanka, se encuentra principalmente en las partes occidental y meridional del país. En Myanmar, habita el delta de Ayeyarwady. 
En el sur de Tailandia, se registró en la Bahía de Phang Nga. 
En China, alguna vez habitó áreas costeras desde la provincia de Fujian en el norte hasta la frontera con Vietnam. Las referencias a los ataques de cocodrilos a humanos y ganado durante la dinastía Song y Han indican que ocurrió en la parte baja del Río de las Perlas, el río Han, el río Min, partes de la provincia costera de Guangxi y la isla de Hainan. 
En el estado de Sabah (Malasia), se registró en los ríos Klias, Segama y Kinabatangan. En Sarawak, fue grabado por una cámara trampa en el Parque nacional Humedales de Kuching.
En las Islas Menores de la Sonda, está presente en las costas de Sumba, Isla Lembata Flores, Menipo, Isla Rote y Timor. Se desconoce su estado a lo largo de la isla de Alor, donde se capturó a un individuo en la década de 2010. En el Islas Maluku, está presente alrededor de las Islas Kai, las Islas Aru y muchas otras islas de la región, incluidas las Islas del Estrecho de Torres. 
En Papúa Nueva Guinea, es común en los tramos costeros de todos los sistemas fluviales, como el río Fly y en el archipiélago de Bismarck. 
En Filipinas, ocurre en algunos sitios costeros como el este de Luzón, Palawan, el Liguasan Marsh y el río Agusan en Mindanao.
En Australia, en el Territorio del Norte, Australia Occidental y Queensland, el cocodrilo de agua salada está prosperando, particularmente en los múltiples sistemas fluviales cercanos a Darwin (Australia), como los ríos Torrens, Mary y Daly, junto con sus billabongs y estuarios adyacentes. La población de cocodrilos de agua salada en Australia se estima en 100 000 a 200 000 adultos. Su área de distribución se extiende desde Broome, Australia Occidental, a través de toda la costa del Territorio del Norte hasta el sur hasta Rockhampton, Queensland. Los ríos australianos donde habita suelen denominarse «ríos de aligátor», a pesar de que este animal no está estrechamente emparentado con el aligátor americano (Alligator mississippiensis).
Debido a su tendencia a nadar largas distancias en el mar, los cocodrilos de agua salada individuales aparecieron ocasionalmente en áreas alejadas de su área de distribución general, hasta Fiyi. Los cocodrilos de agua salada generalmente pasan la temporada de lluvias tropicales, en pantanos y ríos de agua dulce, y se desplazan río abajo hacia los estuarios en la estación seca. Los cocodrilos compiten ferozmente entre sí por el territorio, y los machos dominantes en particular ocupan los tramos más elegibles de arroyos y arroyos de agua dulce. Por tanto, los cocodrilos jóvenes se ven obligados a entrar en sistemas fluviales marginales y, a veces, al océano. Esto explica la gran distribución de la especie, así como que en ocasiones se encuentre en lugares extraños como el Mar de Japón. Como todos los cocodrilos, pueden sobrevivir durante períodos prolongados solo en temperaturas cálidas, y los cocodrilos abandonan partes de Australia estacionalmente si golpean las heladas.

## Comportamiento

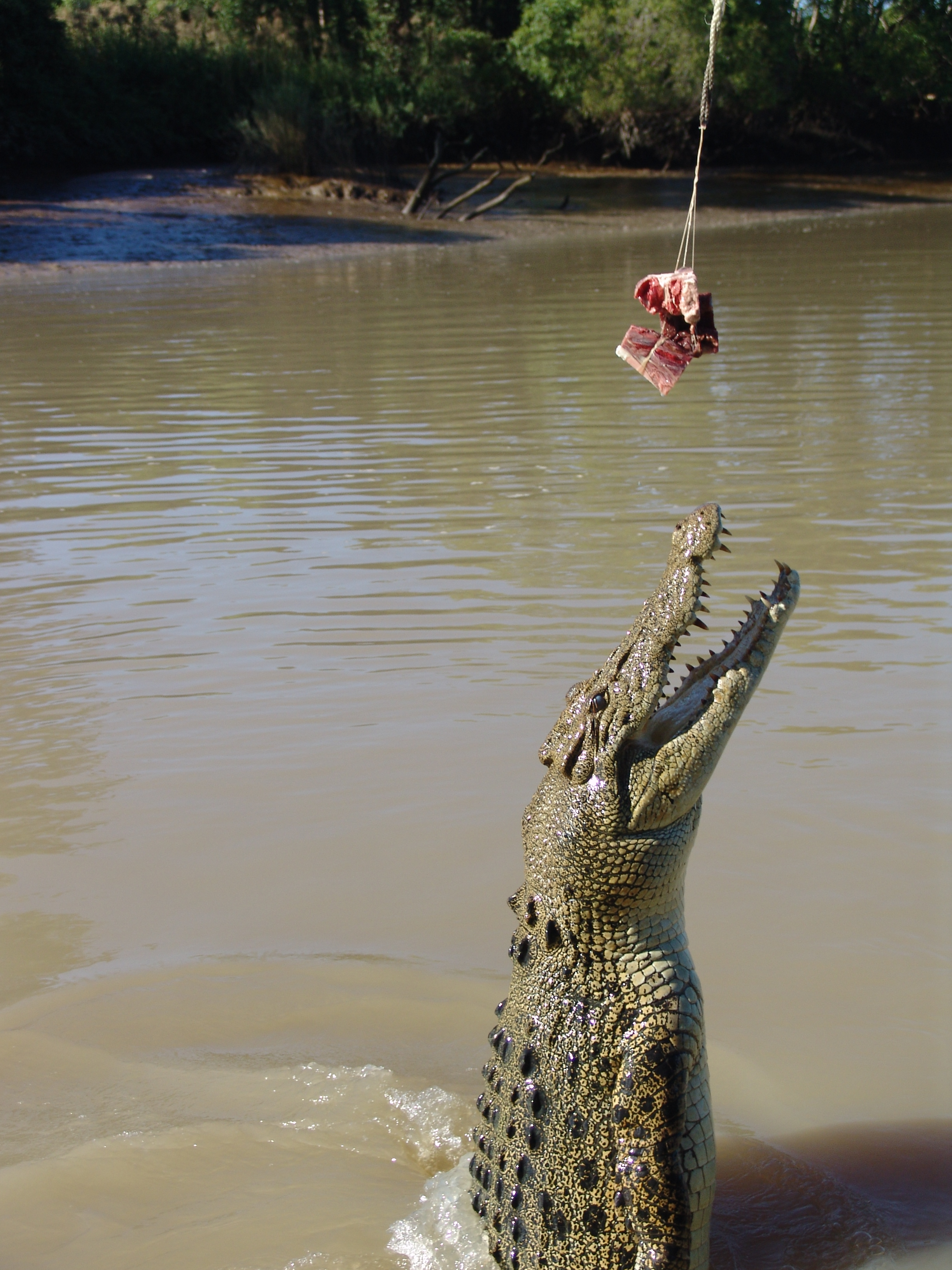
Crocodylus porosus.

En tierra (donde suele pasar la estación húmeda) se comporta como un carnívoro oportunista que captura sus presas cuando se aproximan al agua para beber, a veces del tamaño de un búfalo indio. Entonces, el cocodrilo las engancha por sorpresa con sus potentes mandíbulas (capaces de romperle una pierna o aplastar el cráneo a un humano de gran tamaño), las arrastra y ahoga en el agua, comiéndoselas luego. Si no consigue cazar puede también alimentarse de carroña.
El cocodrilo marino tiene la mordida más poderosa del reino animal. En el año 2004 se realizó una medición de su fuerza de mordida con un ejemplar de 4,5 metros, y el resultado fue que al cerrarse sus mandíbulas, provistas de 66 dientes, ejercía una presión de 1770 kg, la mordida más poderosa que se haya medido hasta la fecha. 
El ambiente favorito del cocodrilo marino es, indudablemente, el agua. Hacia esta arrastra a sus presas para que mueran ahogadas. Además utiliza sus grandes y poderosas mandíbulas para sujetar presas de gran tamaño. A la vez gracias a su fuerte musculatura corporal es capaz de girar sobre sí mismo con gran violencia, desgarrando los tejidos de su víctima.
El cocodrilo marino tiene la capacidad de mantenerse hasta dos horas bajo el agua. Para que esto sea posible, ralentiza su metabolismo y modifica el ritmo de su corazón; bajo el agua el corazón de este animal puede dirigir la sangre casi exclusivamente al centro vital, que es el cerebro.[cita requerida]

### Alimentación
Como superdepredador de su entorno, devora prácticamente todo, desde animales grandes, los cuales son capturados por cocodrilos de agua salada adultos como los ciervos (Rusa unicolor), jabalíes, tapires malayos (Tapirus indicus), canguros, humanos (Homo sapiens), orangutanes (Pongo), dingos (Canis lupus dingo), dragón de komodo (Varanus komodoensis) y grandes bovinos, como banteng (Bos javanicus), búfalos de agua (Bubalus arnee) y gaur (Bos gaurus). Sin embargo, a los animales más grandes los capturan solo esporádicamente, porque solo los machos grandes suelen atacar a presas muy grandes, así como a ungulados grandes y otros mamíferos salvajes de tamaño considerable, las cuales se distribuyen escasamente, fuera de algunas áreas. Como compensación, también se alimentan de cabras, búfalos de agua y jabalíes. Así mismo se han introducido en muchas de las áreas ocupadas por cocodrilos de agua salada y se han devuelto a estados salvajes en diversos grados, por lo que tienen que soportar a todos los cocodrilos grandes. Cualquier tipo de ganado doméstico, como pollos (Gallus gallus domesticus), ovejas (Ovis aries), cerdos, caballos (Equus ferus caballus) y vacas (Bos primigenius taurus), y de algunos animales domésticos (mascotas) que se pueden comer si se les da la oportunidad.
Como especie marinera, el cocodrilo de agua salada también se alimenta de una variedad de peces óseos de agua salada y otros animales marinos, incluyendo las serpientes de mar (Hydrophiinae), tortugas marinas (Chelonioidea), aves marinas, dugongos (Dugong dugon), Rayas (Batoidea), el gran pez sierra (Pristiformes), y pequeños tiburones sarda (Carcharhinus leucas). 
La mayoría de los actos de cacería de animales marinos presenciados han ocurrido en aguas costeras o cerca de la tierra, con tortugas marinas hembras y sus crías capturadas durante la temporada de apareamiento cuando las tortugas están más cerca de la costa, y el tiburón toro es el único tiburón grande con una fuerte propensión para patrullar aguas salobres y dulces. Sin embargo, hay evidencia de que los cocodrilos de agua salada cazan mientras están en mar abierto, basándose en los restos de peces pelágicos que habitan a solo millas de la tierra que se encuentran en sus estómagos.
Como la mayoría de las especies de la familia de los cocodrilos, los cocodrilos de agua salada no son exigentes en su elección de comida y varían fácilmente su selección de presas según la disponibilidad. Tampoco son voraces, ya que pueden sobrevivir con poca comida durante un período prolongado. Debido a su tamaño y distribución, los cocodrilos de agua salada cazan la gama más amplia de diversas especies de todos los cocodrilos modernos. La dieta de los cocodrilos de agua salada de crías, juveniles y subadultos ha sido objeto de un estudio científico mucho mayor que la de los cocodrilos adultos, en gran parte debido a la agresión, territorialidad y tamaño de los adultos que los hacen difíciles de manejar para los biólogos sin riesgo significativo para la seguridad, tanto para los humanos como para los propios cocodrilos.

### Reproducción
En la época de reproducción, tras el apareamiento, la hembra pone hasta 90 huevos que oculta bajo la tierra (según la temperatura nacen machos o hembras). Luego la madre los transporta en una cavidad en su boca, sin lastimarlos con sus dientes, hacia la seguridad del agua.
Los machos alcanzan la madurez sexual alrededor de los 16 años de edad y miden 3,3m, mientras que las hembras alcanzan la madurez sexual entre los 12 y 14 años de edad y miden 2,1m. Los cocodrilos de agua salada se aparean en la temporada de lluvias, cuando los niveles de agua están en su punto más alto. En Australia, el macho y la hembra se aparean entre septiembre y octubre, y la hembra pone huevos entre noviembre y marzo. Es posible que el aumento de las temperaturas de la temporada de lluvias provoque un comportamiento reproductivo en esta especie. Si bien los cocodrilos generalmente anidan cada año, se han registrado varios casos de hembras de cocodrilos de agua salada que anidan solo cada dos años y también registros de una hembra que intenta producir dos crías en una sola temporada de lluvias. La hembra selecciona el sitio de anidación y ambos padres defenderán el territorio del nido, que suele ser un tramo de costa a lo largo de ríos de marea o áreas de agua dulce, especialmente en los pantanos. Los nidos se encuentran a menudo en un lugar sorprendentemente expuesto, que por lo general esta en lodo con poca o ninguna vegetación alrededor y, por lo tanto, con una limitada protección al sol y el viento. El nido es un montículo de lodo y vegetación, que generalmente mide 175 cm de largo y 53 cm de alto, con una entrada de 160 cm de diámetro. Se han producido algunos nidos en hábitats poco probables, como escombros rocosos o en un campo de pura humedad de hierba baja. La hembra de cocodrilo generalmente rasca una capa de hojas y otros desechos alrededor de la entrada del nido y esta cubierta, la cual produce una cantidad "asombrosa" de calor para los huevos.

## Depredadores naturales
Al nacer, al igual que el resto de los reptiles, las crías son vulnerables al ataque de cualquier posible depredador; ya sean mamíferos, peces, grandes anfibios, aves o incluso otro cocodrilo marino (frecuente práctica de canibalismo ante la falta de alimento en la zona). No tiene depredadores naturales cuándo alcanzan la etapa adulta.

## Relación con el humano

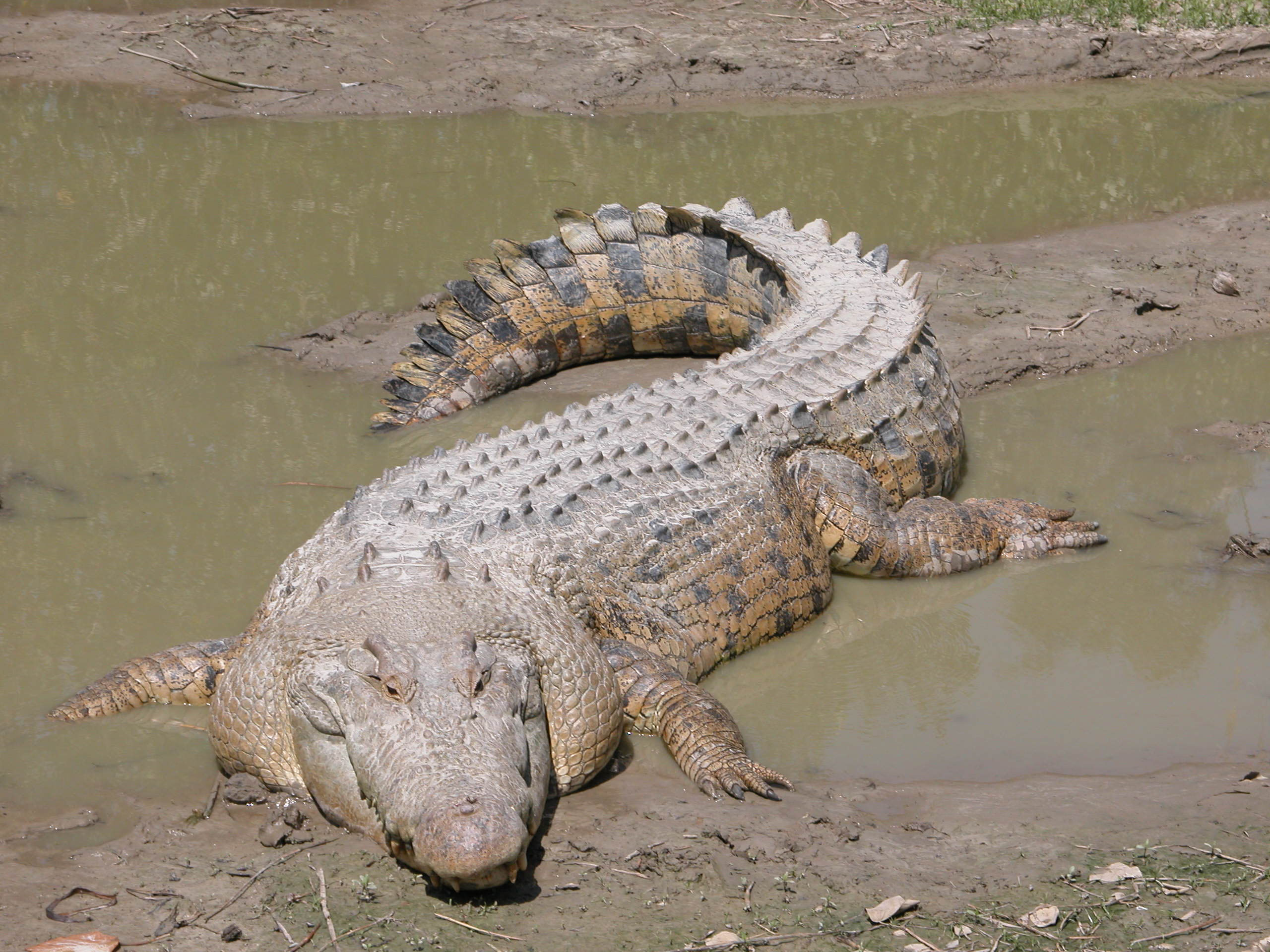
El cocodrilo marino puede superar con facilidad los 6 metros de longitud.

### Ataques
Esta especie mata a varios humanos cada año. De todos los cocodrilos, el cocodrilo de agua salada y el cocodrilo del Nilo tienen las tendencias más fuertes para tratar a los humanos como presas.  El cocodrilo de agua salada tiene un largo historial de ataques a humanos que, sin saberlo, se aventuran en su territorio. Como resultado de su poder, tamaño y velocidad intimidantes, la supervivencia de un ataque directo es poco probable, más si el cocodrilo puede hacer un ataque directo. En contraste con la Política de los Estados Unidos de fomentar un cierto grado de coexistencia de hábitat con los caimanes, la única política recomendada para tratar con los cocodrilos de agua salada es evitar por completo su hábitat siempre que sea posible, ya que son extremadamente agresivos cuando son invadidos. Algunos ataques a humanos parecen ser de naturaleza territorial más que depredadora, y los cocodrilos de más de dos años a menudo atacan cualquier cosa que entre en su área (incluidos los barcos). Muchas personas generalmente pueden escapar con vida de tales encuentros, que comprenden aproximadamente la mitad de todos los ataques. Los ataques no mortales generalmente involucran cocodrilos de 3 m o menos de largo. Los ataques mortales, más propensos a tener una motivación depredadora, comúnmente involucran cocodrilos más grandes con un tamaño promedio estimado de 4,3 m.
Es famosa la gran matanza de 1945 ocurrida en la Isla Ramree (Birmania) en la que supuestamente los cocodrilos marinos mataron y devoraron a casi 1000 soldados de ocupación japoneses en una sola noche cuando atravesaban una zona pantanosa para escapar de las tropas británicas. En efecto, se le considera la especie de cocodrilo más peligrosa del mundo para el hombre.

### En la cultura popular
En Australia, es el depredador más peligroso e importante, se le encuentra en Parque de atracciones, así como en alguno que otro Sello postal, etc. 
El cocodrilo de agua salada se considera sagrado en Timor. Según la leyenda, la isla estaba formada por un cocodrilo gigante. Los Papúes tienen un mito similar y muy involucrado, que tradicionalmente se describía al cocodrilo como un pariente (normalmente un padre o abuelo). 
Así mismo también ha aparecido en el cine, como lo son Cocodrilo Dundee, Lake Placid, así como en algunos documentales como El cazador de cocodrilos, entre muchos más.